# Distretto di Zhańaqorǧan
Il distretto di Zhańaqorǧan (in kazako: Жаңақорған ауданы) è un distretto (audan) del Kazakistan con  capoluogo Zhańaqorǧan.